# Дрыгин, Сергей Вячеславович
Сергей Вячеславович Дрыгин (род. 19 октября 1970) — российский легкоатлет, специалист по бегу на средние и длинные дистанции. Выступал на профессиональном уровне в 1996—2003 годах, член сборной России, многократный победитель и призёр первенств национального значения, участник ряда крупных международных стартов, в том числе чемпионата мира в Афинах. Представлял Москву.

## Биография
Сергей Дрыгин родился 7 октября 1970 года. Занимался лёгкой атлетикой в Москве под руководством заслуженного тренера России Юрия Семёновича Куканова.
Впервые заявил о себе на международном уровне в сезоне 1996 года, когда вошёл в состав российской национальной сборной и выступил в матчевой встрече со сборной Великобритании в помещении в Бирмингеме, где в беге на 3000 метров занял третье место с результатом 7.58. В той же дисциплине выиграл серебряную медаль на зимнем чемпионате России в Москве, стал шестым на Кубке Европы в Мадриде и десятым на Мемориале братьев Знаменских в Москве. На летнем чемпионате России в Санкт-Петербурге финишировал четвёртым в беге на 1500 метров. На Чемпионате России по экидену в Омске впервые стал чемпионом России в составе команды г.Москвы.
В 1997 году на дистанции 3000 метров одержал победу на зимнем чемпионате России в Волгограде, закрыл десятку сильнейших на чемпионате мира в помещении в Париже, стал четвёртым на Кубке Европы в Мюнхене. На летнем чемпионате России в Туле превзошёл всех соперников в беге на 5000 метров — благодаря этой победе удостоился права защищать честь страны на чемпионате мира в Афинах, где с результатом 13:55.56 остановился на предварительном квалификационном этапе.
В 1998 году выиграл бег на 3000 метров на зимнем чемпионате России в Москве, выступил на чемпионате Европы в помещении в Валенсии, показал восьмой результат на Кубке Европы в Санкт-Петербурге. В беге на 5000 метров одержал победу на летнем чемпионате России в Москве.
В 1999 году на дистанции 3000 метров взял бронзу на зимнем чемпионате России в Москве, на дистанции 5000 метров стал третьим на Кубке мира в Париже.
В 2000 году в дисциплине 3000 метров победил на зимнем чемпионате России в Волгограде, занял 11-е место на чемпионате Европы в помещении в Генте. В дисциплине 5000 метров завоевал золотую награду на летнем чемпионате России в Туле.
В 2001 году вновь выиграл бег на 3000 метров на зимнем чемпионате России в Москве, финишировал пятым на Кубке Европы в Бремене. Принимал участие в чемпионате мира по кроссу в Остенде, где занял 61-е место в личном зачёте и 11-е место в командном зачёте.
Завершил спортивную карьеру по окончании сезона 2003 года.